# Hoa hậu Thế giới 2009

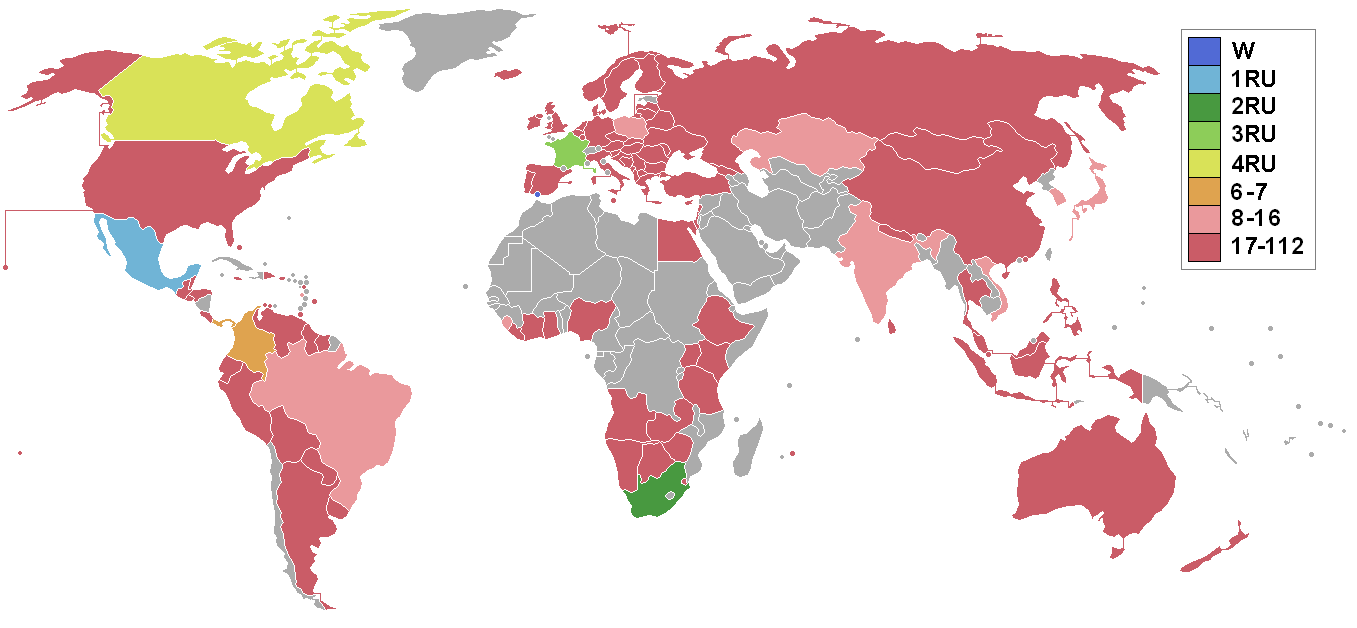
Các quốc gia và vùng lãnh thổ tham gia cuộc thi và kết quả.

Hoa hậu Thế giới 2009 là cuộc thi Hoa hậu Thế giới lần thứ 59 được tổ chức vào ngày 12 tháng 12 năm 2009 tại Trung tâm Hội nghị Gallagher ở Johannesburg, Nam Phi. 112 thí sinh từ khắp nơi trên thế giới đã cùng tham gia tranh tài giành chiếc vương miện, làm nên sự kiện lớn nhất trong lịch sử cuộc thi. Người tiền nhiệm là Hoa hậu Thế giới 2008 Ksenia Sukhinova (Nga) đã trao lại vương miện cho Hoa hậu Thế giới 2009 là cô Kaiane Aldorino đến từ Gibraltar.

## Xếp hạng

### Kết quả chung cuộc
| Kết quả chung cuộc    | Thí sinh |
| --------------------- | --- |
| Hoa hậu Thế giới 2009 | - Gibraltar – Kaiane Aldorino |
| Á hậu 1               | - Mexico – Perla Beltrán |
| Á hậu 2               | - Nam Phi – Tatum Keshwar |
| Top 7                 | - Canada – Lena Ma - Colombia – Daniela Ramos - Pháp – Chloé Mortaud - Panama – Nadege Herrera |
| Top 16                | - Brazil – Luciana Bertolini - Ấn Độ – Pooja Chopra - Nhật Bản – Eruza Sasaki - Kazakhstan – Dina Nuraliyeva - Hàn Quốc – Kim Joo-ri - Martinique – Ingrid Littré - Ba Lan – Anna Jamróz - Sierra Leone – Mariatu Kargbo - Việt Nam – Trần Thị Hương Giang |

### Các nữ hoàng sắc đẹp khu vực
| Khu vực            | Thí sinh                      |
| ------------------ | ----------------------------- |
| Châu Á & Đại dương | - Hàn Quốc - Kim Joo Ri       |
| Châu Âu            | - Gibraltar - Kaiane Aldorino |
| Châu Mỹ            | - Mexico - Perla Beltrán      |
| Châu Phi           | - Nam Phi - Tatum Keshwar     |
| Vùng biển Caribê   | - Barbados - Leah Marville    |

## Phần thi phụ
Các thí sinh chiến thắng các phần thi phụ dưới đây (trừ giải Thiết kế dạ hội) sẽ được vào thẳng Top 16

#### Hoa hậu Thể thao
| Kết quả     | Thí sinh |
| ----------- | --- |
| Chiến thắng | - Nhật Bản – Eruza Sasaki |
| Á hậu 1     | - Jamaica – Kerrie Baylis |
| Á hậu 2     | - Hungary – Orsolya Serdült |
| Top 6       | - Ấn Độ – Pooja Chopra - Latvia – Ieva Lase - Venezuela – María Milagros Véliz |
| Top 12      | - Úc – Sophie Lavers - Gibraltar – Kaiane Aldorino - Puerto Rico - Jennifer Colón - Sierra Leone – Mariatu Kargbo - Trinidad và Tobago – Ashanna Arthur - Uruguay - Claudia Vanrell |

#### Hoa hậu Tài năng
| Kết quả     | Kết quả                 | Thí sinh |
| ----------- | ----------------------- | --- |
| Chiến thắng | Chiến thắng             | - Canada – Lena Ma - Sierra Leone – Mariatu Kargbo |
| Á hậu 1     | Á hậu 1                 | - Hàn Quốc – Kim Joo-ri |
| Á hậu 2     | Á hậu 2                 | - Na Uy - Sara Skjoldnes |
| Á hậu 3     | Á hậu 3                 | - Úc – Sophie Lavers |
| Top 22      | Châu Á & Châu Đại Duơng | - Indonesia – Karenina Sunny Halim - Liban - Martine Andraos - Thái Lan – Pongchanok Kanklab                                                                                               |
| Top 22      | Châu Phi                | - Martinique – Ingrid Littré - Zimbabwe – Vanessa Sibanda |
| Top 22      | Châu Âu                 | - Albania – Armina Mevlani - Bosna và Hercegovina - Andrea Šarac - Bulgaria – Antonia Petrova - Gibraltar - Kaiane Aldorino - Serbia – Jelena Marković - Tây Ban Nha – Carmen Laura García |
| Top 22      | Châu Mỹ                 | - Bahamas - Joanna Brown - Barbados – Leah Marville - Bolivia – Flavia Foianini - Guyana – Imarah Radix - Suriname – Zoureena Rijger                                                       |

#### Hoa hậu Bãi biển
| Kết quả     | Thí sinh |
| ----------- | --- |
| Chiến thắng | - Gibraltar - Kaiane Aldorino |
| Á hậu 1     | - Panama – Nadege Herrera |
| Á hậu 2     | - Scotland – Katharine Brown |
| Á hậu 3     | - Pháp – Chloé Mortaud |
| Á hậu 4     | - Bolivia – Flavia Foianini |
| Top 12      | - Barbados – Leah Marville - Indonesia – Karenina Sunny Halim - Mexico - Perla Beltrán - Puerto Rico - Jennifer Colón - Nam Phi - Tatum Keshwar - Việt Nam – Trần Thị Hương Giang - Zimbabwe – Vanessa Sibanda                    |
| Top 20      | - Croatia – Ivana Vasilj - Cộng hòa Dominican – Ana Contreras - Ethiopia - Lula Weldegebriel - Jamaica – Kerrie Baylis - Hàn Quốc – Kim Joo-ri - Namibia - Happie Ntelamo - Hoa Kỳ – Lisa-Marie Kohrs - Uruguay - Claudia Vanrell |

#### Hoa hậu Siêu mẫu
| Kết quả     | Thí sinh |
| ----------- | --- |
| Chiến thắng | - Mexico - Perla Beltrán |
| Á hậu 1     | - Việt Nam – Trần Thị Hương Giang |
| Á hậu 2     | - Martinique – Ingrid Littré |
| Top 12      | - Barbados – Leah Marville - Pháp – Chloé Mortaud - Ý – Alice Taticchi - Jamaica – Kerrie Baylis - Malaysia - Thanuja Ananthan - Panama – Nadege Herrera - Scotland – Katharine Brown - Nam Phi - Tatum Keshwar - Thổ Nhĩ Kỳ – Ebru Şam |

#### Hoa hậu Nhân ái
| Kết quả     | Thí sinh                                            |
| ----------- | --------------------------------------------------- |
| Chiến thắng | - Ấn Độ – Pooja Chopra                              |
| Á hậu       | - Barbados – Leah Marville - Guatemala – Alida Boer |

#### Nhà thiết kế dạ hội tài năng
| Kết quả     | Thí sinh |
| ----------- | --- |
| Chiến thắng | - Sierra Leone – Mariatu Kargbo |
| Á hậu 1     | - Nam Phi - Tatum Keshwar |
| Á hậu 2     | - Jamaica – Kerrie Baylis |
| Top 12      | - Barbados – Leah Marville - Trung Quốc – Dư Thanh - Pháp – Chloé Mortaud - Ý – Alice Taticchi - Hàn Quốc – Kim Joo-ri - Moldova - Maria Bragaru - Panama – Nadege Herrera - Puerto Rico - Jennifer Colón - Thổ Nhĩ Kỳ – Ebru Şam |

## Thí sinh
| Quốc gia/Vùng lãnh thổ | Thí sinh                 | Tuổi | Chiều cao (cm) | Chiều cao (ft) | Quê hương        |
| Albania                | Armina Mevlani           | 18   | 170            | 5'7"           | Tirana           |
| Angola                 | Jesinalda Silva          | 21   | 175            | 5'9"           | Cabinda          |
| Argentina              | Evelyn Lucía Manchón     | 23   | 176            | 5'9.5"         | San Luis         |
| Aruba                  | Nuraisa Lispiër          | 24   | 167            | 5'5.5"         | San Nicolaas     |
| Úc                     | Sophie Lavers            | 24   | 176            | 5'9.5"         | Canberra         |
| Áo                     | Anna Hammel              | 22   | 170            | 5'7"           | Linz             |
| Bahamas                | Joanna Brown             | 18   | 183            | 6'0"           | Grand Bahama     |
| Barbados               | Leah Marville            | 23   | 173            | 5'8"           | Bridgetown       |
| Belarus                | Yulia Sindzeyeva         | 22   | 178            | 5'10"          | Minsk Voblast    |
| Bỉ                     | Zeynep Sever             | 20   | 178            | 5'10"          | Molenbeek        |
| Belize                 | Norma Leticia Lara       | 21   | 170            | 5'7"           | San Pedro        |
| Bolivia                | Flavia Foianini          | 20   | 176            | 5'9.5"         | Santa Cruz       |
| Bosna và Hercegovina   | Andrea Šarac             | 18   | 176            | 5'9.5"         | Gacko            |
| Botswana               | Sumaiyah Marope          | 23   | 175            | 5'9"           | Ramotswa         |
| Brazil                 | Luciana Bertolini        | 24   | 176            | 5'9.5"         | Belo Horizonte   |
| Bulgaria               | Antonia Petrova          | 25   | 180            | 5'11"          | Pernik           |
| Canada                 | Lena Ma                  | 22   | 179            | 5'10.5"        | North York       |
| Trung Quốc             | Dư Thanh                 | 22   | 174            | 5'8.5"         | An Huy           |
| Colombia               | Daniela Ramos            | 21   | 175            | 5'9"           | Cali             |
| Costa Rica             | Angie Alfaro             | 18   | 174            | 5'8.5"         | Alajuela         |
| Bờ Biển Ngà            | Rosine Gnago             | 21   | 170            | 5'7"           | Yamoussoukro     |
| Croatia                | Ivana Vasilj             | 21   | 172            | 5'7.5"         | Köln             |
| Curaçao                | Chantalle Thomassen      | 24   | 181            | 5'11.5"        | Willemstad       |
| Síp                    | Christalla Tsiali        | 18   | 169            | 5'6.5"         | Larnaca          |
| Cộng hòa Séc           | Aneta Vignerová          | 21   | 180            | 5'11"          | Havirov          |
| Đan Mạch               | Nadia Ulbjerg Pedersen   | 25   | 174            | 5'8.5"         | Copenhagen       |
| Cộng hòa Dominica      | Ana Contreras            | 25   | 168            | 5'6"           | Bayaguana        |
| Ecuador                | Gabriela Ulloa           | 22   | 180            | 5'11"          | Esmeraldas       |
| Ai Cập                 | Samah Shalaby            | 23   | 174            | 5'8.5"         | Cairo            |
| El Salvador            | Elena Tedesco            | 18   | 165            | 5'5"           | San Salvador     |
| Anh                    | Katrina Hodge            | 22   | 180            | 5'110"         | Tunbridge Wells  |
| Ethiopia               | Lula Weldegebriel        | 20   | 177            | 5'9.5"         | Addis Ababa      |
| Phần Lan               | Sanna Kankaanpää         | 24   | 173            | 5'8"           | Turku            |
| Pháp                   | Chloé Mortaud            | 20   | 180            | 5'11"          | Bénac            |
| Gruzia                 | Tsira Suknidze           | 19   | 182            | 5'11.5"        | Chiatura         |
| Đức                    | Stefanie Peeck           | 22   | 172            | 5'7.5"         | Schwerin         |
| Ghana                  | Mawuse Appea             | 23   | 180            | 5'11"          | Legon            |
| Gibraltar              | Kaiane Aldorino          | 23   | 174            | 5'8.5"         | Gibraltar        |
| Hy Lạp                 | Alkisti Anyfanti         | 23   | 176            | 5'9.5"         | Athens           |
| Guadeloupe             | Béatrice Blaise          | 22   | 180            | 5'11"          | Basse-Terre      |
| Guatemala              | Alida Boer               | 24   | 180            | 5'11"          | Guatemala City   |
| Guyana                 | Imarah Radix             | 24   | 165            | 5'5"           | Georgetown       |
| Honduras               | Blaise Masey             | 19   | 173            | 5'8"           | San Pedro Sula   |
| Hồng Kông Trung Quốc   | Lưu Sảnh Đình            | 23   | 160            | 5'3.5"         | Hồng Kông        |
| Hungary                | Orsolya Serdült          | 22   | 175            | 5'9"           | Budapest         |
| Iceland                | Guðrún Dögg Rúnarsdóttir | 18   | 184            | 6'0.5"         | Akranes          |
| Ấn Độ                  | Pooja Chopra             | 24   | 173            | 5'8"           | Pune             |
| Indonesia              | Karenina Sunny Halim     | 23   | 167            | 5'5.5"         | Jakarta          |
| Ireland                | Laura Patterson          | 19   | 176            | 5'9.5"         | Derry            |
| Israel                 | Adi Rudnitzky            | 20   | 170            | 5'7"           | Tel Aviv         |
| Ý                      | Alice Taticchi           | 19   | 184            | 6'0.5"         | Perugia          |
| Jamaica                | Kerrie Baylis            | 21   | 180            | 5'11"          | Surrey           |
| Nhật Bản               | Sasaki Eruza             | 21   | 174            | 5'8.5"         | Okinawa          |
| Kazakhstan             | Dina Nuraliyeva          | 24   | 172            | 5'8"           | Shymkent         |
| Kenya                  | Fiona Konchellah         | 20   | 175            | 5'9"           | Nairobi          |
| Hàn Quốc               | Kim Joo Ri               | 21   | 173            | 5'8"           | Seoul            |
| Latvia                 | Ieva Lase                | 21   | 172            | 5'7.5"         | Riga             |
| Liban                  | Martine Andraos          | 19   | 170            | 5'7"           | Beirut           |
| Liberia                | Shu-rina Wiah            | 22   | 175            | 5'9"           | Monrovia         |
| Litva                  | Vaida Petraškaitė        | 23   | 170            | 5'7"           | Kaunas           |
| Luxembourg             | Diana Nilles             | 21   | 183            | 6'0"           | Walferdange      |
| Cộng hoà Macedonia     | Suzana Al-Salkini        | 25   | 176            | 5'9.5"         | Skopje           |
| Malaysia               | Thanuja Ananthan         | 24   | 180            | 5'11"          | Kuala Lumpur     |
| Malta                  | Shanel Debattista        | 23   | 171            | 5'7.5"         | Pieta            |
| Martinique             | Ingrid Littré            | 22   | 177            | 5'10"          | Fort-de-France   |
| Mauritius              | Anaïs Veerapatren        | 23   | 178            | 5'10"          | Curepipe         |
| México                 | Perla Beltrán            | 23   | 178            | 5'10"          | Guamúchil        |
| Moldova                | Maria Bragaru            | 18   | 178            | 5'10"          | Chisinau         |
| Mông Cổ                | Battsetseg Batbaatar     | 24   | 177            | 5'10"          | Ulaanbaatar      |
| Montenegro             | Marijana Pokrajac        | 22   | 179            | 5'10.5"        | Podgorica        |
| Namibia                | Happie Ntelamo           | 21   | 185            | 6'1"           | Katima Mulilo    |
| Nepal                  | Zenisha Moktan           | 20   | 168            | 5'6"           | Kathmandu        |
| Hà Lan                 | Avalon-Chanel Weyzig     | 19   | 175            | 5'9"           | Zwolle           |
| New Zealand            | Magdalena Schoeman       | 19   | 172            | 5'7.5"         | Christchurch     |
| Nigeria                | Glory Chuku              | 24   | 178            | 5'10"          | Lafia            |
| Bắc Ireland            | Cherie Gardiner          | 18   | 182            | 5'11.5"        | Bangor           |
| Na Uy                  | Sara Skjoldnes           | 18   | 170            | 5'7"           | Skien            |
| Panama                 | Nadege Herrera           | 22   | 182            | 5'11.5"        | Panama City      |
| Paraguay               | Tamara Sosa              | 20   | 182            | 5'11.5"        | Asunción         |
| Perú                   | Claudia Carrasco         | 21   | 174            | 5'8.5"         | Cuzco            |
| Philippines            | Marie-Ann Umali          | 22   | 173            | 5'8"           | Batangas City    |
| Ba Lan                 | Anna Jamróz              | 21   | 179            | 5'10.5"        | Rumia            |
| Bồ Đào Nha             | Marta Cadilhe            | 24   | 175            | 5'9"           | Viana do Castelo |
| Puerto Rico            | Jennifer Colón           | 21   | 175            | 5'9.5"         | Bayamon          |
| România                | Loredana Violeta Salanta | 17   | 179            | 5'10.5"        | Bistrita         |
| Nga                    | Ksenia Shipilova         | 18   | 175            | 5'9"           | Kokhma           |
| Scotland               | Katharine Brown          | 22   | 180            | 5'11"          | Dunblane         |
| Serbia                 | Jelena Marković          | 21   | 175            | 5'9"           | Užice            |
| Sierra Leone           | Mariatu Kargbo           | 24   | 172            | 5'7.5"         | Freetown         |
| Singapore              | Pilar Carmelita Arlando  | 20   | 169            | 5'6.5"         | Singapore        |
| Slovakia               | Barbora Franeková        | 21   | 178            | 5'10"          | Žilina           |
| Slovenia               | Tina Petelin             | 24   | 180            | 5'11"          | Maribor          |
| Nam Phi                | Tatum Keshwar            | 25   | 181            | 5'11.5"        | Durban           |
| Tây Ban Nha            | Carmen Laura García      | 22   | 180            | 5'11"          | Granada          |
| Sri Lanka              | Gamya Wijayadasa         | 22   | 165            | 5'5"           | Malabe           |
| Suriname               | Zoureena Rijger          | 18   | 171            | 5'7.5"         | Paramaribo       |
| Eswatini               | Nompilo Mncina           | 23   | 178            | 5'10"          | Mbabane          |
| Thụy Điển              | Erica Harrison           | 19   | 178            | 5'10"          | Djurhamn         |
| Polynésie thuộc Pháp   | Nanihi Bambridge         | 19   | 171            | 5'7.5"         | Papeete          |
| Tanzania               | Miriam Gerald            | 22   | 172            | 5'8"           | Mwanza           |
| Thái Lan               | Pongchanok Kanklab       | 18   | 174            | 5'8.5"         | Bangkok          |
| Trinidad & Tobago      | Ashanna Arthur           | 22   | 173            | 5'8"           | Glencoe          |
| Thổ Nhĩ Kỳ             | Ebru Şam                 | 18   | 175            | 5'9"           | Đức              |
| Uganda                 | Maria Namiiro            | 21   | 170            | 5'7"           | London           |
| Ukraina                | Evgeniya Tulchevskaya    | 19   | 178            | 5'10"          | Dnipropetrovsk   |
| Hoa Kỳ                 | Lisa-Marie Kohrs         | 22   | 175            | 5'9"           | Malibu           |
| Uruguay                | Claudia Vanrell          | 21   | 179            | 5'11"          | Montevideo       |
| Venezuela              | María Milagros Véliz     | 23   | 178            | 5'10"          | Guacara          |
| Việt Nam               | Trần Thị Hương Giang     | 22   | 180            | 5'11"          | Hải Dương        |
| Wales                  | Lucy Whitehouse          | 22   | 168            | 5'6"           | Barry            |
| Zambia                 | Sekwila Mumba            | 23   | 174            | 5'8.5"         | Kabwe            |
| Zimbabwe               | Vanessa Sibanda          | 21   | 177            | 5'10"          | Harare           |

## Thông tin bên lề

### Quốc gia và vùng lãnh thổ tham gia trở lại
| Lần cuối tham dự | Quốc gia                                                       |
| ---------------- | -------------------------------------------------------------- |
| 1985             | Bờ Biển Ngà                                                    |
| 1990             | Luxembourg                                                     |
| 2006             | Tahiti, Liberia                                                |
| 2007             | Cộng hoà Macedonia, Nepal, Panama, România, Slovenia, Suriname |

### Các quốc gia và vùng lãnh thổ bỏ cuộc
- Antigua & Barbuda - Rút lui vì thiếu nguồn tài trợ.
- Quần đảo Cayman - Rút lui vì không tìm được nhà tài trợ cho cuộc thi quốc gia.
- Chile - Không gửi đại diện cho năm 2009 vì thiếu nguồn tài trợ từ cuộc thi quốc gia.
- Đài Loan - Bỏ cuộc vì thiếu nguồn tài trợ.
- Cộng hoà dân chủ Congo - Bỏ cuộc vì thiếu nguồn tài trợ.
- St. Kitts & Nevis - Venetta Zakers, người chiến thắng trong cuộc thi Hoa hậu Thế giới St. Kitts-Nevis pageant, sẽ không tham dự cuộc thi vào năm 2009 vì có những rắc rối giữa cô và ban tổ chức cuộc thi tại quê nhà. Tuy nhiên cuộc thi sẽ diễn ra vào năm 2010 để chọn đại diện cho Hoa hậu Thế giới 2010.
- St. Lucia - Bỏ cuộc vì thiếu nguồn tài trợ.
- Seychelles - Bỏ cuộc vì thiếu nguồn tài trợ.

## Các thí sinh bị thay thế
- Anh - Do sự chú ý của các phương tiện truyền thông và những cáo buộc chống lại mình, Rachel Christie đã quyết định rút lui khỏi cuộc thi Hoa hậu Thế giới và từ bỏ vương miện Hoa hậu Anh. Katrina Hodge sẽ đại diện cho nước Anh tham dự cuộc thi Hoa hậu Thế giới 2009.[113]
- Đức - Alessandra Alores đã bị loại do có một số hình ảnh không phù hợp được phát tán trên Internet. Stefanie Peeck sẽ thay thế cô tham gia cuộc thi Hoa hậu Thế giới 2009.
- Nga - Sofia Rudieva đã tham dự cuộc thi Hoa hậu Hoàn vũ 2009, nhưng Tổ chức Hoa hậu Thế giới đã không cho phép cô tham gia do một số hình ảnh khoả thân của cô được phát tán trên Internet. Ksenia Shipilova sẽ thay thế cô tham dự cuộc thi Hoa hậu Thế giới 2009.
- Singapore - Hoa hậu chính thức, Ris Low, đã bị loại khỏi cuộc thi Hoa hậu Thế giới 2009. Quyết định này xuất hiện khi có thông tin cô không có khả năng giao tiếp bằng tiếng Anh. Sau đó, có nguồn tin là cô đã ăn cắp thẻ tín dụng, sau đó tiêu xài cá nhân lên tới 6000$ và cô đã bị án treo hai năm. Sau đó, Ris Low được chẩn đoán bị rối loạn lưỡng cực. Á hậu 1 Claire Lee, từ chối đại diện cho quốc gia vì không thể đứng quá lâu trên giày cao gót sau đó cô bị Ris Low buộc tội đâm sau lưng cô và cô đã rút lui khỏi cuộc thi. Claire Lee dĩ nhiên cũng buộc tội lại Ris Low trên blog của mình. Vào ngày 9 tháng 10, ERM World Marketing công bố Pilar Carmelita Arlando là Hoa hậu Thế giới Singapore 2009, người sẽ đại diện tham gia cuộc thi Hoa hậu Thế giới 2009. Trước đó, cô là Á hậu 2 Hoa hậu Thế giới Singapore 2009. Tuy nhiên, Pilar bị cư dân mạng chỉ trích vì không biết Tổng thống đầu tiên của Singapore, cũng như không biết ngày độc lập của Singapore, và tuyên bố rằng Merlion, biểu tượng của đất nước Singapore, đã bị tuyệt chủng vào năm 1965, trong khi thật sự thì Merlion chỉ là một sản phẩm do trí tưởng tượng.
- Uruguay - Cinthia D'Ottone là người đại diện chính thức của Uruguay tại Hoa hậu Thế giới 2009, nhưng cô bị thay thế vào phút chót bởi Claudia Vanrell bởi vì sức khoẻ của Cinthia không được tốt.

## Thông tin thí sinh
- Zeynep Sever (Bỉ), Chloé Mortaud (Pháp), Martine Andraos (Liban), Anaïs Veerapatren (Mauritius), Happie Ntelamo (Namibia), Avalon-Chanel Weyzig (Hà Lan) và Tatum Keshwar (Nam Phi) đã tham gia cuộc thi Hoa hậu Hoàn vũ 2009 tại Nassau, Bahamas. Tatum Keshwar (Nam Phi) và Chloé Mortaud (Pháp) đã lọt vào Top 10 và Zeynep Sever (Bỉ) lọt vào Top 15.
- Aruba: Nuraisa Lispiër đã tham dự Hoa hậu Quốc tế 2008 tại Macau. Mặc dù không lọt được vào Top 12, cô ấy đã chiến thắng giải Trang phục truyền thống.
- Belarus: Yuliya Sindzeyeva đã tham dự Hoa hậu Quốc tế 2007 tại Tokyo, Nhật Bản, và cô đã đạt được danh hiệu Á hậu 2.
- Bolivia: Flavia Foianini có nửa dòng máu người Ý. Cô đã tham gia Hoa hậu Thế giới Italia 2008, và cô dừng lại ở Top 5 với danh hiệu Á hậu 4.
- Brazil: Luciana Bertolini là em gái của Hoa hậu Ảnh và lọt vào bán kết cuộc thi Hoa hậu Thế giới 1998, Adriana Reis.
- Guatemala: Alida Boer đã từng tham dự Hoa hậu Hoàn vũ 2007, Hoa hậu Lục địa châu Mỹ và Hoa hậu Quốc tế 2007.
- Honduras: Blaise Masey (Honduras) đã tham dự cuộc thi Hoa hậu Thế giới El Salvador và kết thúc với vị trí Á hậu 2.
- Hồng Kông: Sandy Lau là bà con của cựu Hoa hậu Hong Kong 2002 Tiffany Lam.
- Indonesia: Karenina Sunny Halim mang một nửa dòng máu người Mỹ và một nửa người Indonesia. Cô là Hoa hậu Indonesia đầu tiên mang hai quốc tịch. Mẹ cô được sinh ra tại bang Montana - Hoa Kỳ.
- Kazakhstan: Dina Nuraliyeva đã từng tham dự Hoa hậu Hoàn vũ 2006.
- Hàn Quốc: Lần đầu tiên, Hoa hậu Hàn Quốc sẽ đại diện cho Hàn Quốc tại cả hai cuộc thi Hoa hậu Thế giới và Hoa hậu Hoàn vũ. Cô cũng sẽ tham dự Hoa hậu Hoàn vũ 2010.
- Malaysia: Thanuja Ananthan đã lọt vào vòng chung kết Hoa hậu Thế giới Malaysia 2008.
- Malta: Shanel Debattista đã từng tham gia Hoa hậu Thế giới Italia 2007 ở Jesolo, Ý vào ngày 25 tháng 6, cô lọt vào Top 25.
- Mexico: Perla Beltrán là Hoa hậu Mexico không khí của cuộc thi Hoa hậu Trái đất Mexico 2007 và Á hậu thứ nhất trong cuộc thi Nuestra Belleza Sinaloa 2009.
- Peru: Claudia Carrasco đã tham gia Hoa hậu Hoàn vũ Peru 2008. Cô đạt vị trí Á hậu 2.
- Puerto Rico: Jennifer Colón đã tham gia Hoa hậu Hoàn vũ Puerto Rico 2009, và chỉ dừng lại ở danh hiệu Á hậu 1.
- Uruguay: Claudia Vanrell là Á hậu 1 của cuộc thi Hoa hậu Hoàn vũ Uruguay 2007 và từng đại diện cho quê hương tham gia cuộc thi Hoa hậu Nữ hoàng Du lịch Quốc tế 2008.
- Việt Nam: Trần Thị Hương Giang từng lọt Top 10 Hoa hậu Việt Nam 2006, đăng quang Hoa hậu Hải Dương 2006, đại diện cho Việt Nam tại Hoa hậu châu Á và là Á hậu 2 Hoa hậu Việt Nam Toàn cầu 2009.[114]

## Các giám khảo
- Julia Morley (Chủ tịch của tổ chức Hoa hậu Thế giới và là chủ tịch hội đồng ban giám khảo)
- Priyanka Chopra (Hoa hậu Thế giới 2000)
- Trương Tử Lâm (Hoa hậu Thế giới 2007)
- Mike Dixon (Musical Director)
- JJ Schoeman (Nhà thiết kế)
- Lindiwe Mahlangu-Kwele (Giám đốc điều hành công ty du lịch Johannesburg)
- Graham Cooke (MD World Travel Group)
- Warren Batchelor (Nhà sản xuất chính của cuộc thi Hoa hậu Thế giới 2009)

## Thêm
- Như thông thường, cái tên Maria là cái tên được yêu thích nhất đối với các thí sinh của cuộc thi Hoa hậu Thế giới, với 7 thí sinh trùng tên. Họ là Gabriela María Ulloa (Ecuador), Alida María Boer (Guatemala), Maria Bragaru (Moldova), Tamara María Sosa (Paraguay), Claudia María Carrasco (Peru), Maria Namiiro (Uganda) và María Milagros Véliz|María Milagros Véliz (Venezuela).
- Brazil, Ấn Độ, Kazakhstan, Mexico, Nam Phi đều lọt vào bán kết lần cuối năm 2008.
- Mexico sáu lần liên tiếp vào bán kết.
- Gibraltar, Martinique và Sierra Leone vào vòng bán kết lần đầu tiên.
- Nhật Bản lọt vào bán kết lần cuối năm 1981.
- Panama lọt vào bán kết lần cuối năm 1986.
- Pháp lọt vào bán kết lần cuối năm 1998.
- Colombia lọt vào bán kết lần cuối năm 2002.
- Ba Lan lọt vào bán kết lần cuối năm 2004.
- Hàn Quốc lọt vào bán kết lần cuối năm 2005.
- Canada và Việt Nam lọt vào bán kết lần cuối năm 2006.